# (1613) Smiley
(1613) Smiley (1950 SD) est un astéroïde de la ceinture principale découvert le 16 septembre 1950 par Sylvain Arend à Uccle. Il est nommé en l'honneur de Charles Hugh Smiley (1903-1977).
Le nom de cet astéroïde a longtemps contraint David Jewitt et Jane Luu, découvreurs de (15760) Albion, le premier objet transneptunien découvert après Pluton et Charon, à ne pas nommer ce dernier objet. Ils lui destinaient en effet le nom « Smiley », d'après un personnage d'un roman de John le Carré, mais ce nom avait déjà été attribué et ne peut donc pas l'être une deuxième fois. Par conséquent, l'objet transneptunien a longtemps été désigné  1992 QB1, désignation provisoire dont a été dérivé « cubewanos » (« QB1-o's ») pour désigner tout objet de la ceinture de Kuiper non soumis à la résonance des planètes extérieures. Si ce n'avait été le cas les cubewanos se seraient appelés les smileys[réf. nécessaire].

## Compléments